# Wynne (Arkansas)
Wynne is een plaats (city) in de Amerikaanse staat Arkansas, en valt bestuurlijk gezien onder Cross County.

## Demografie
Bij de volkstelling in 2000 werd het aantal inwoners vastgesteld op 8615.
In 2006 is het aantal inwoners door het United States Census Bureau geschat op 8497, een daling van 118 (-1,4%).

## Geografie
Volgens het United States Census Bureau beslaat de plaats een oppervlakte van
21,1 km², geheel bestaande uit land. Wynne ligt op ongeveer 76 m boven zeeniveau.

## Plaatsen in de nabije omgeving
De onderstaande figuur toont nabijgelegen plaatsen in een straal van 32 km rond Wynne.